# Дірк ван Бабюрен
Дірк ван Бабюрен (нід. Dirck van Baburen, бл. 1595, Утрехт — 21 лютого 1624, Утрехт) — голландський живописець XVII ст., один з представників так званих утрехтських караваджистів.

## Біографія коротко

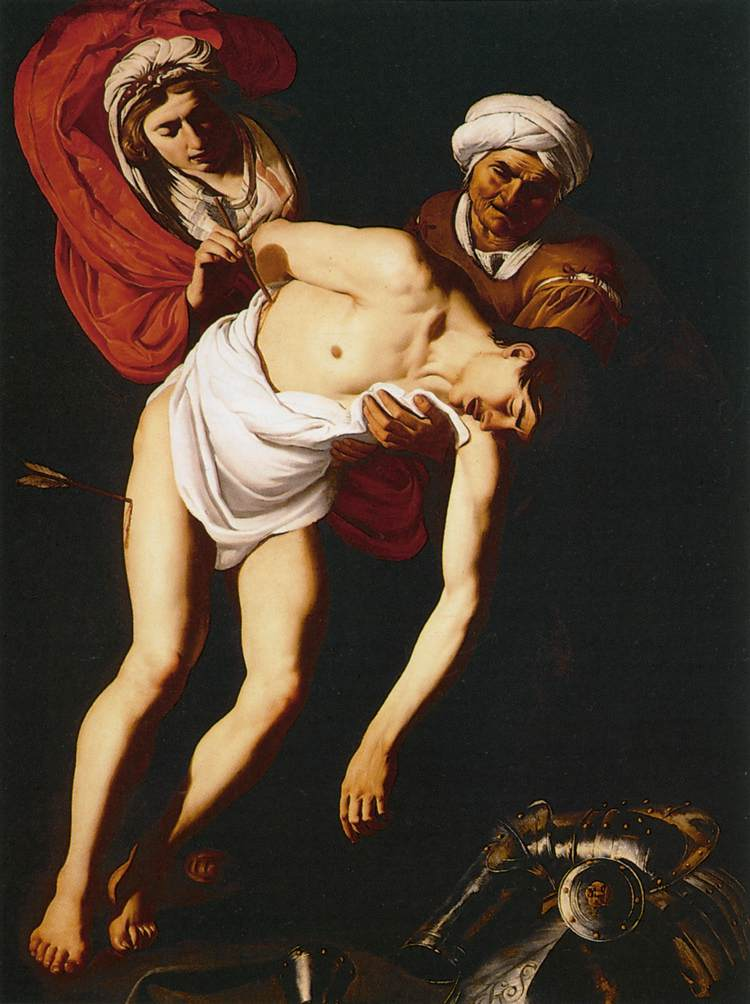
Свята Ірина рятує Святого Себастьяна, музей Тиссена-Борнемісса, Мадрид

День, рік і місто народження Дірка ван Бабюрена невідомі. Приблизно його відносять до 1595 року. Вже у 1611 році згадується в записах у гільдії Св. Луки Утрехта, що давало право на фахову діяльність. Його вчителем був Паулюс Морелсе (1571—1638), декан гільдії художників міста Утрехт. Художник і архітектор, Морелсе був в Італії і міг багато чому навчити молодого Бабюрена.
Приблизно з 1612 року Бабюрен в Римі. Твори на біблійні теми і роботи в римських церквах доводять, що родина і сам Бабюрен були католиками. Молодий художник привернув до себе увагу особистого лікаря папи римського Урбана VIII Джуліо Манчіні і той писав про Бабюрена в своїй книзі" Considerazioni sulla Pittura "(Думки про живопис).Автор розповів про роботу Бабюрена в каплиці однієї з церков Риму.. Меценатом молодого художника був і маркіз Вінченцо Джустініані. Художня манера Бабюрена склалась під впливом Караваджо і його римських послідовників. Роботи римського періоду більш старанні і добре виписані, але далекі від витонченості і шляхетності творів Ніколо Реньєрі чи Валантена де Булонь. В Римі жив в приході церкви Сан Андреа делле Фрате, добре обжитому художниками.
Через 8 років Бабюрен повернувся в Утрехт. Батьківщина зустріла хворобою батька і його смертю. Після похорон займався справами родини і багато працював як художник. Створив для аристократа Фредеріка Хендріка Оранського декілька портретів римських імператорів. В лютому 1624 року Бабюрен помер.

## Вибрані твори

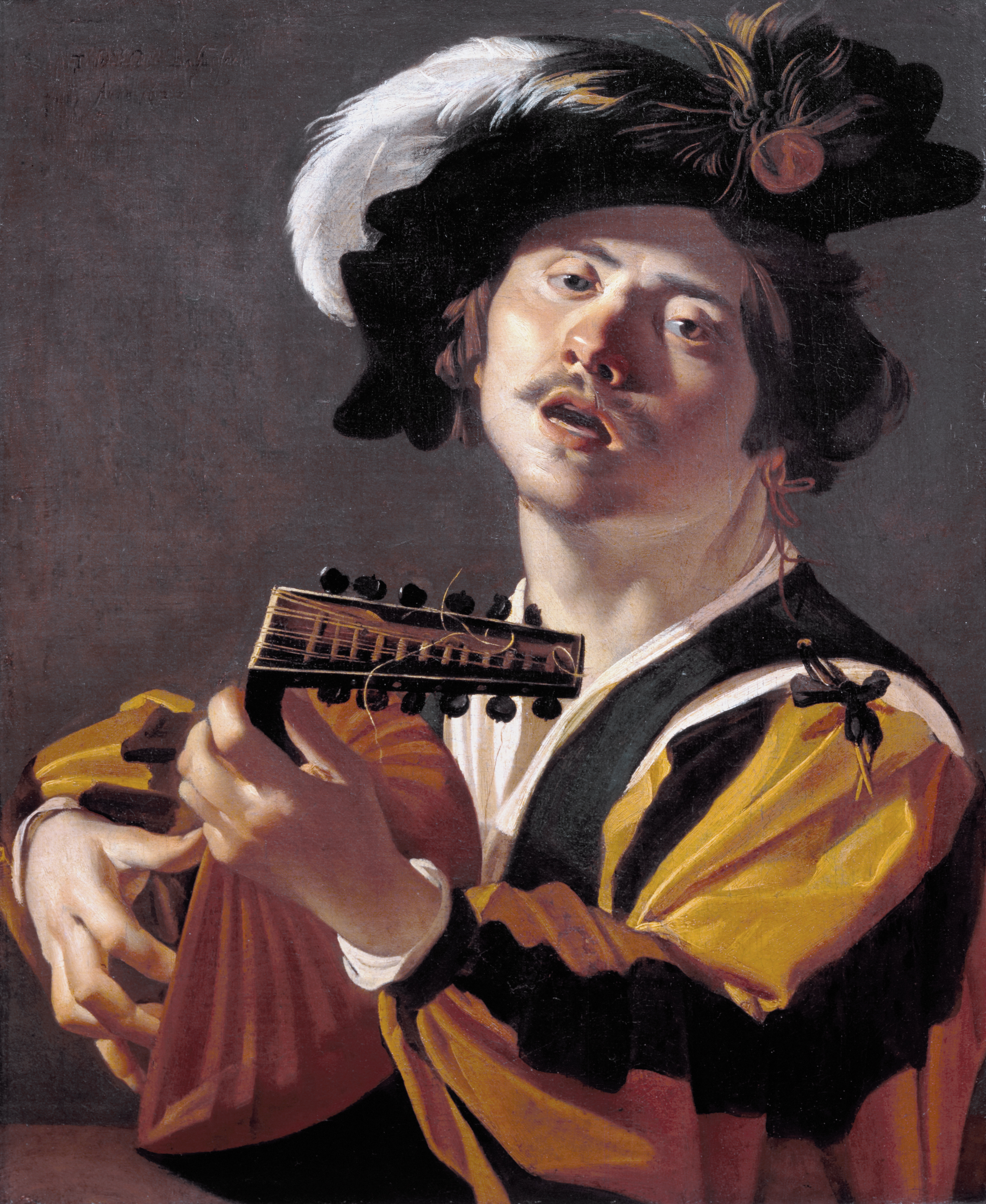
«Лютнист», 1622, Центральний музей, Утрехт

- «Св. Ірина рятує Св. Себастьяна», 1615, Музей Тиссена-Борнемісса, Мадрид
- "Христос миє ноги апостолам ", 1616, Берлін
- "Взяття Христа під варту ", бл. 1617, фонд Роберто Лонгі, Флоренція
- "Святий Франциск Ассізький ", 1618, Музей історії мистецтв, Відень
- «Юнак з варганом», 1621, Центральний музей, Утрехт
- «Лютнист», 1622, Центральний музей, Утрехт
- "У сводні ", 1622, Бостонський музей образотворчих мистецтв, Бостон, США
- «Концерт», 1623, Ермітаж, Санкт-Петербург
- "Вулкан кує кайдани для Прометея ", 1623, Державний музей (Амстердам)
- «Увінчання Христа терновим вінцем», 1623, Центральний музей, Утрехт
- "Філософи Геракліт і Демокріт ", Музей мистецтв, Каунас
- "Покладання Христа у гріб ", Центральний музей, Утрехт
- "Відвідини Кімона у в'язниці "
- "Ахілл тужить після смерті Патрокла ", 1624, Кассель

## Галерея

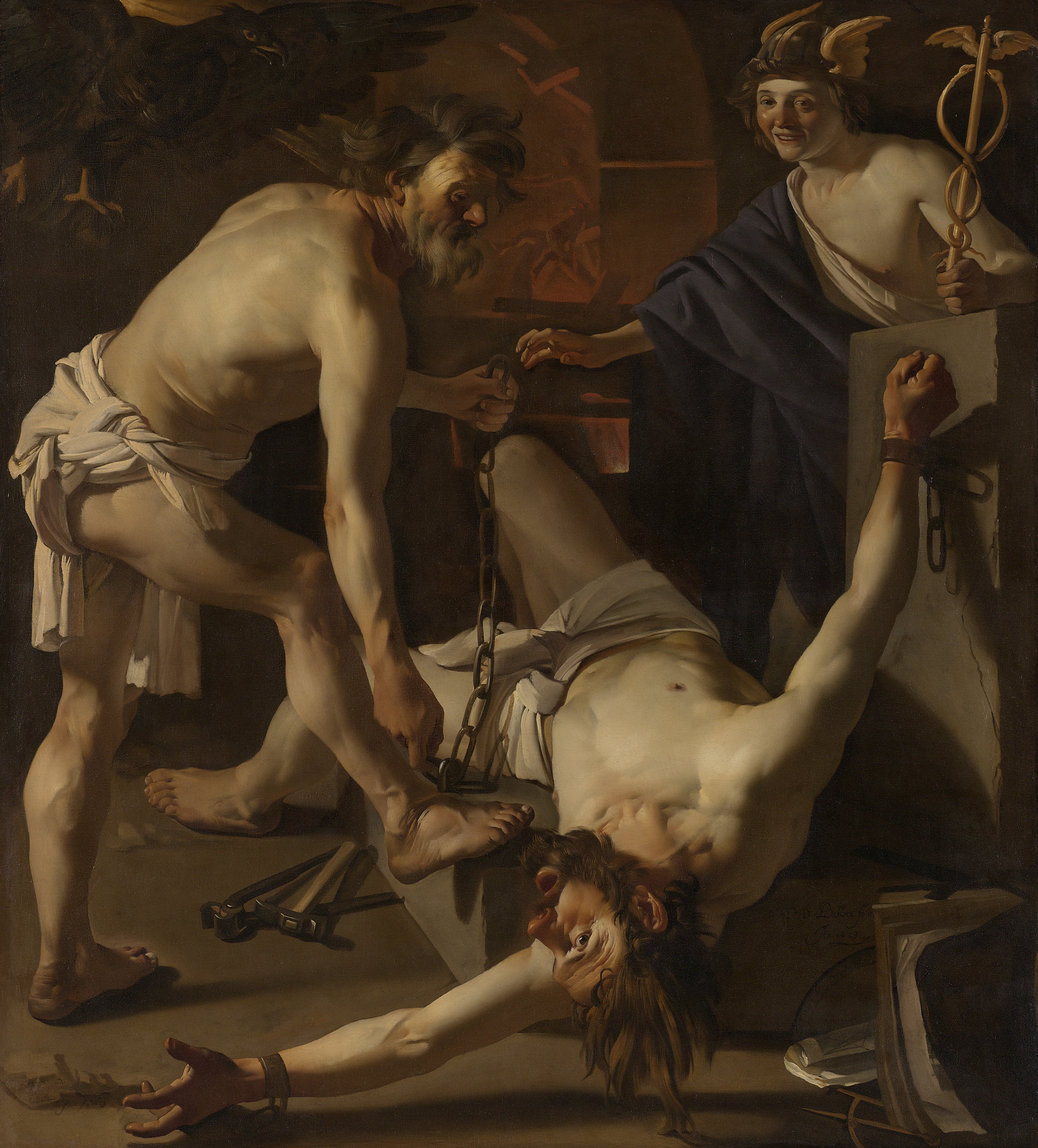
«Бог Вулкан кує окови Прометею». Державний музей (Амстердам).
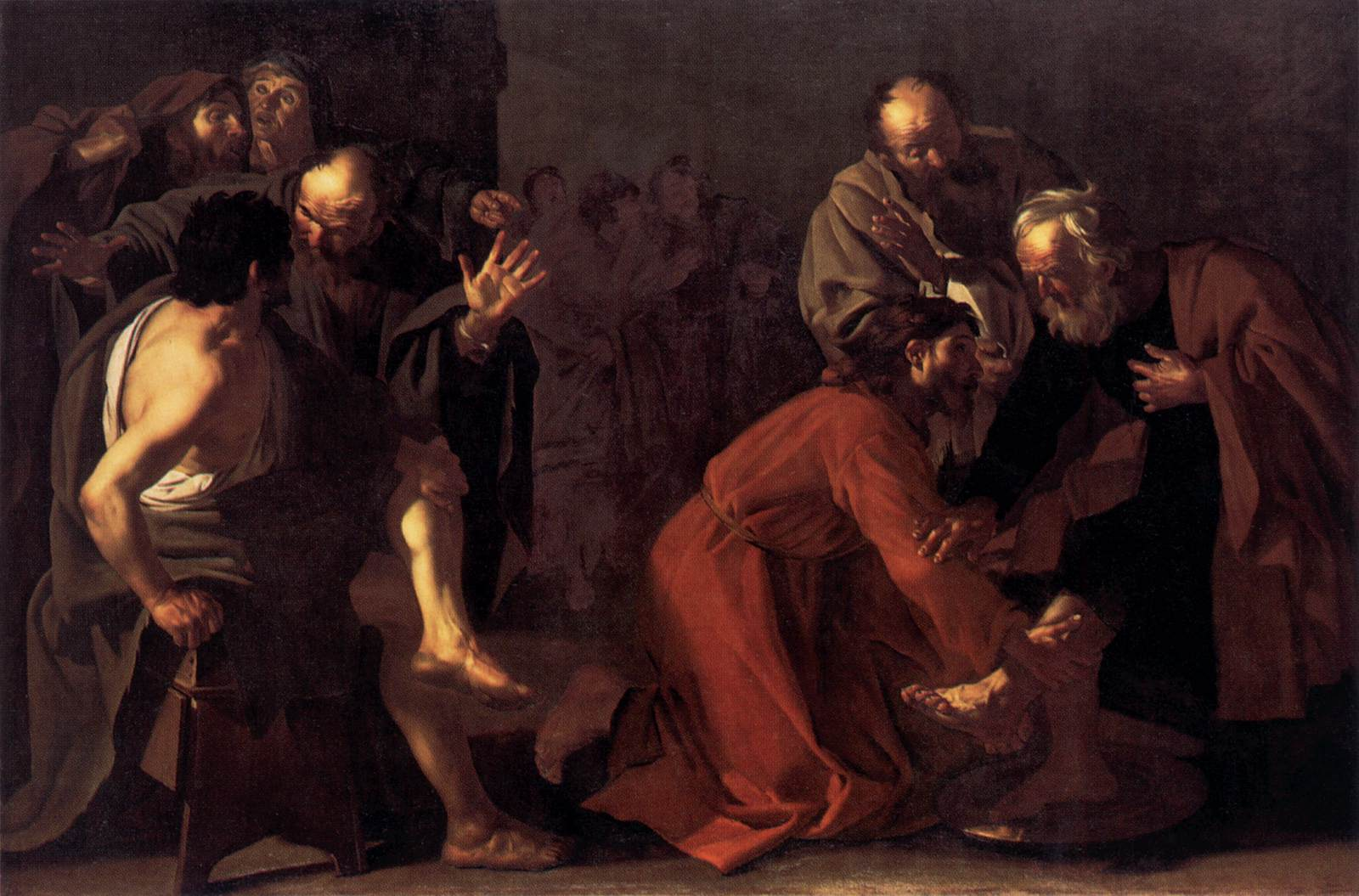
«Христос миє ноги апостолам », 1616, Берлін
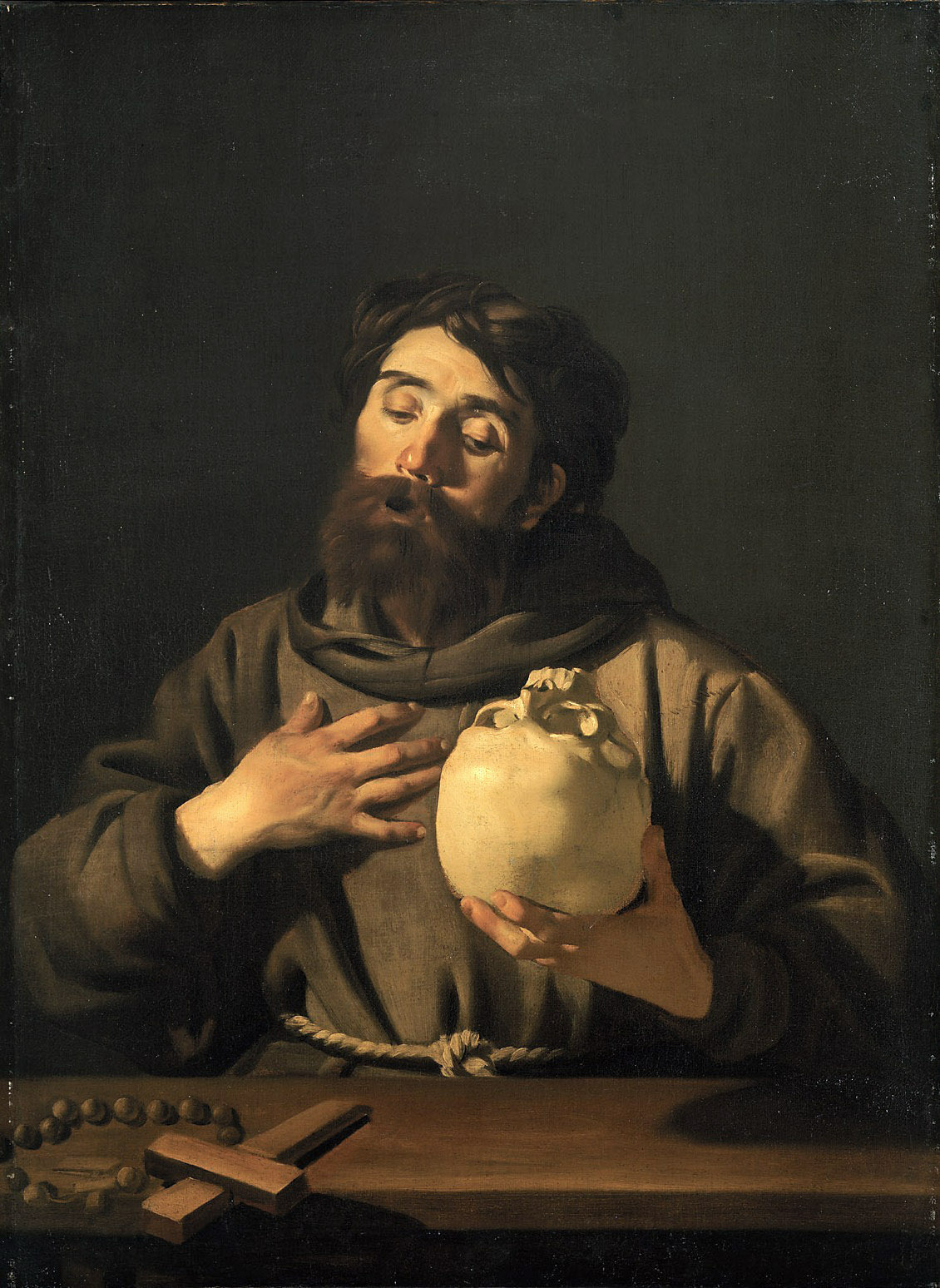
«Св.Франциск Ассізький», Відень
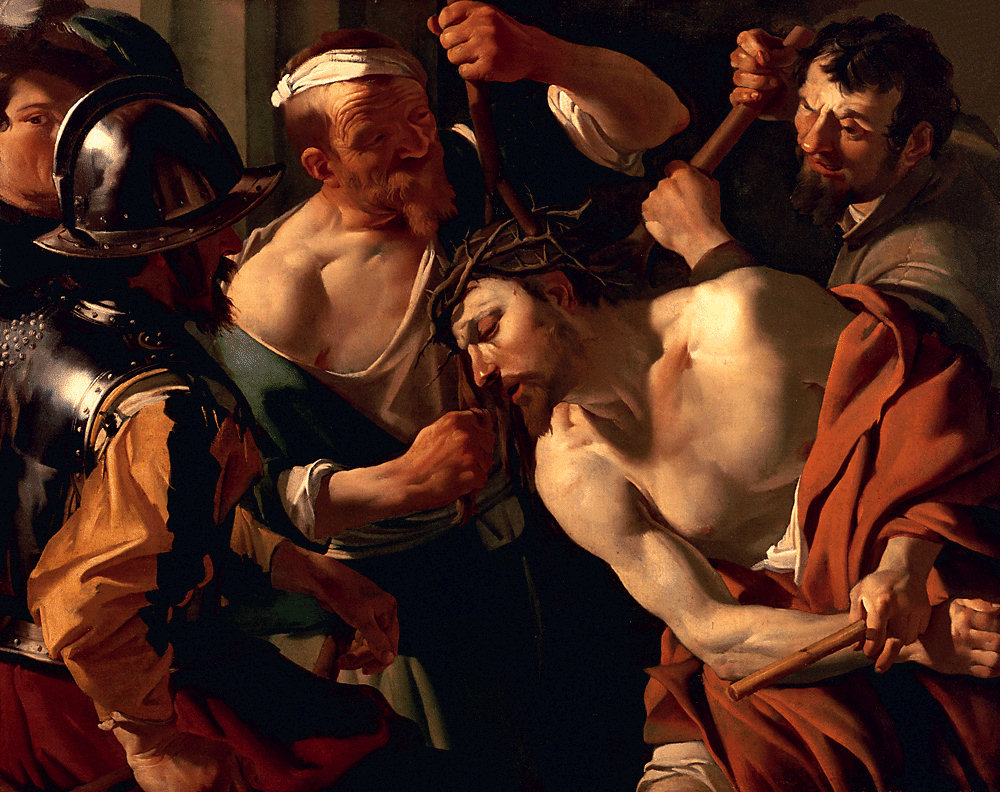
«Коронування Христа терновим вінцем», Утрехт.